# Rawez Lawan
Rawez Lawan (født 4. oktober 1987) er en svensk/irakisk kurdisk fodboldspiller, der spiller i Dalkurd FF. Han har tidligere spillet i de danske klubber AC Horsens og FC Nordsjælland.
Han kom til AC Horsens og dansk fodbold i sommeren 2006 efter at have spillet i Malmö FF i Sverige. Hos Malmö FF spillede han én kamp i Champions League for klubben, da han fik tre minutter på banen i en kvalifikationskamp i turneringen. Han opnåede i alt syv kampe i den bedste svenske række Allsvenskan uden at score et mål.
I juli 2009 skiftede han til FC Nordsjælland på en 4-årig kontrakt, der er gældende til 30. juni 2013. I januar 2013 blev det offentliggjort, at Lawan skiftede til IFK Norrköping.
I starten af 2016 skrev Lawan en etårig kontrakt med den svensk-kurdiske klub Dalkurd FF i den næstbedste svenske række.